# زنبق چندرنگ
زنبق چندرنگ (نام علمی: Iris variegata) نام یک گونه از سرده زنبق است.